# Fessenheim-le-Bas

Fessenheim-le-Bas este o comună în departamentul Bas-Rhin, Franța. În 1 ianuarie 2022 avea o populație de 577 de locuitori.